# 三一堂 (波士顿)
波士顿三一堂（英語：Trinity Church in the City of Boston）位于波士顿后湾的科普利广场（Copley Square），是美国圣公会马萨诸塞教区的一个堂区，创立于1733年，目前有约3000户家庭。每个周日举行四场礼拜，从九月到六月，周一至周五举行三次聚会。
该堂拥有数个高水平的唱诗班。
三一堂在夏天街（Summer Street）的原址毁于1872年波士顿大火，目前的教堂建筑群由19世纪著名的布道家菲利普斯·布鲁克斯主持修建，建筑师亨利·霍布森·理查森设计，建于1872年至1877年。波士顿三一堂是建立理查森声誉的建筑。它是理查森罗曼式风格的发源地和原型，特点是粘土屋顶，彩绘，粗石，沉重的拱门，和巨大的塔楼。这种风格很快被美国各地的公共建筑所采用。

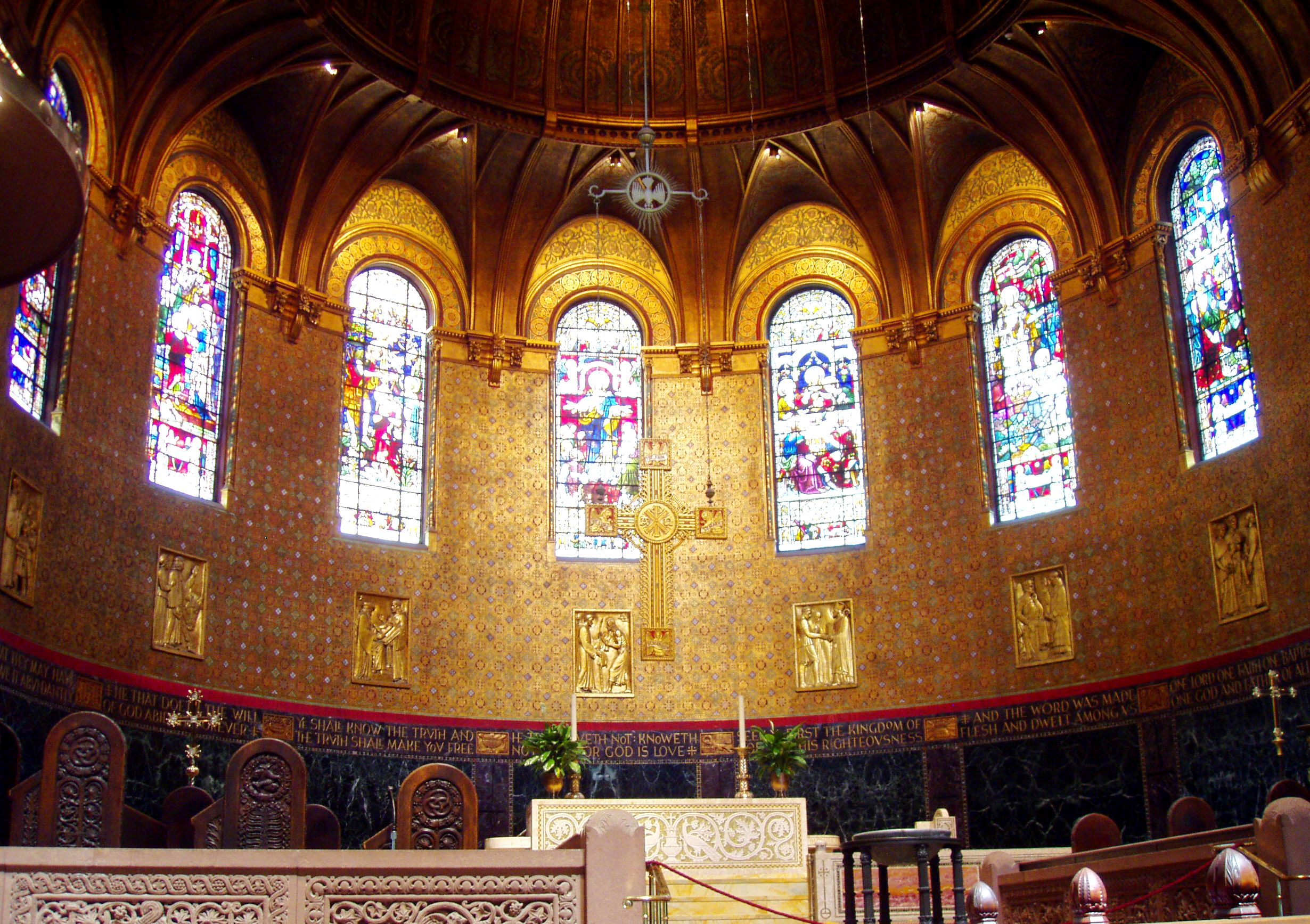
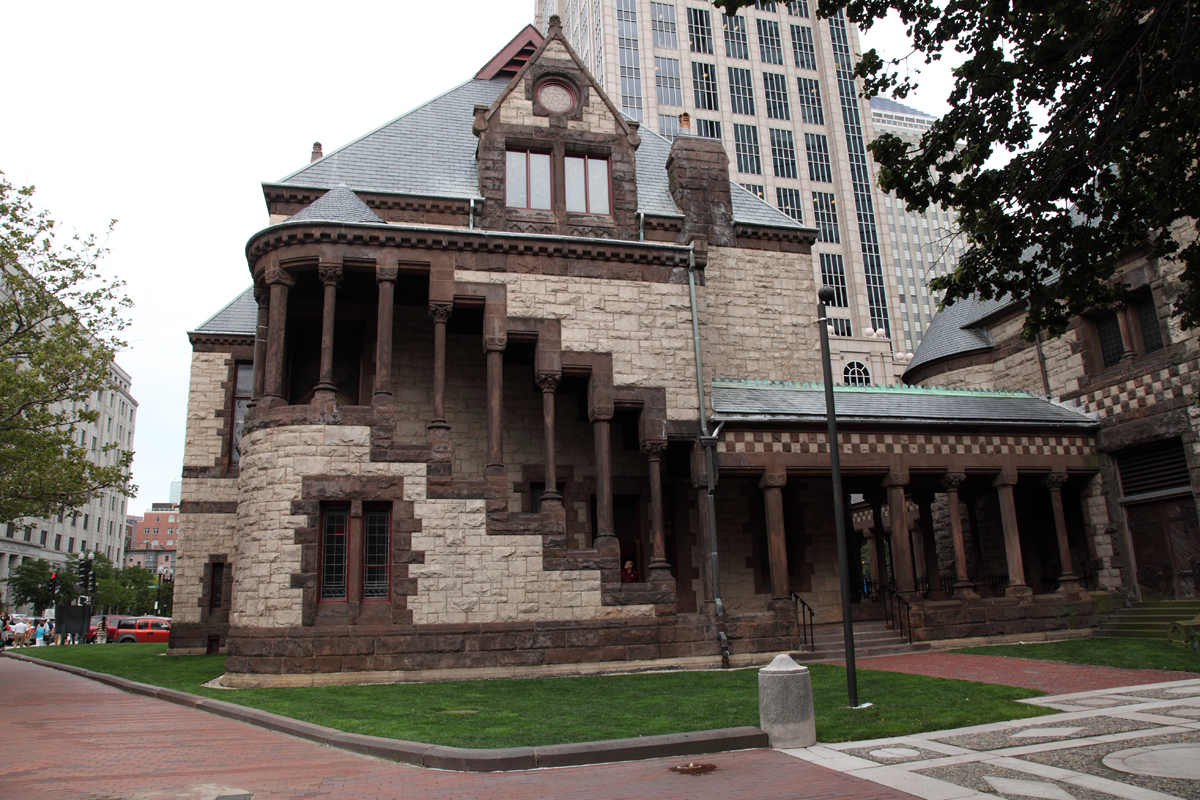
外部楼梯
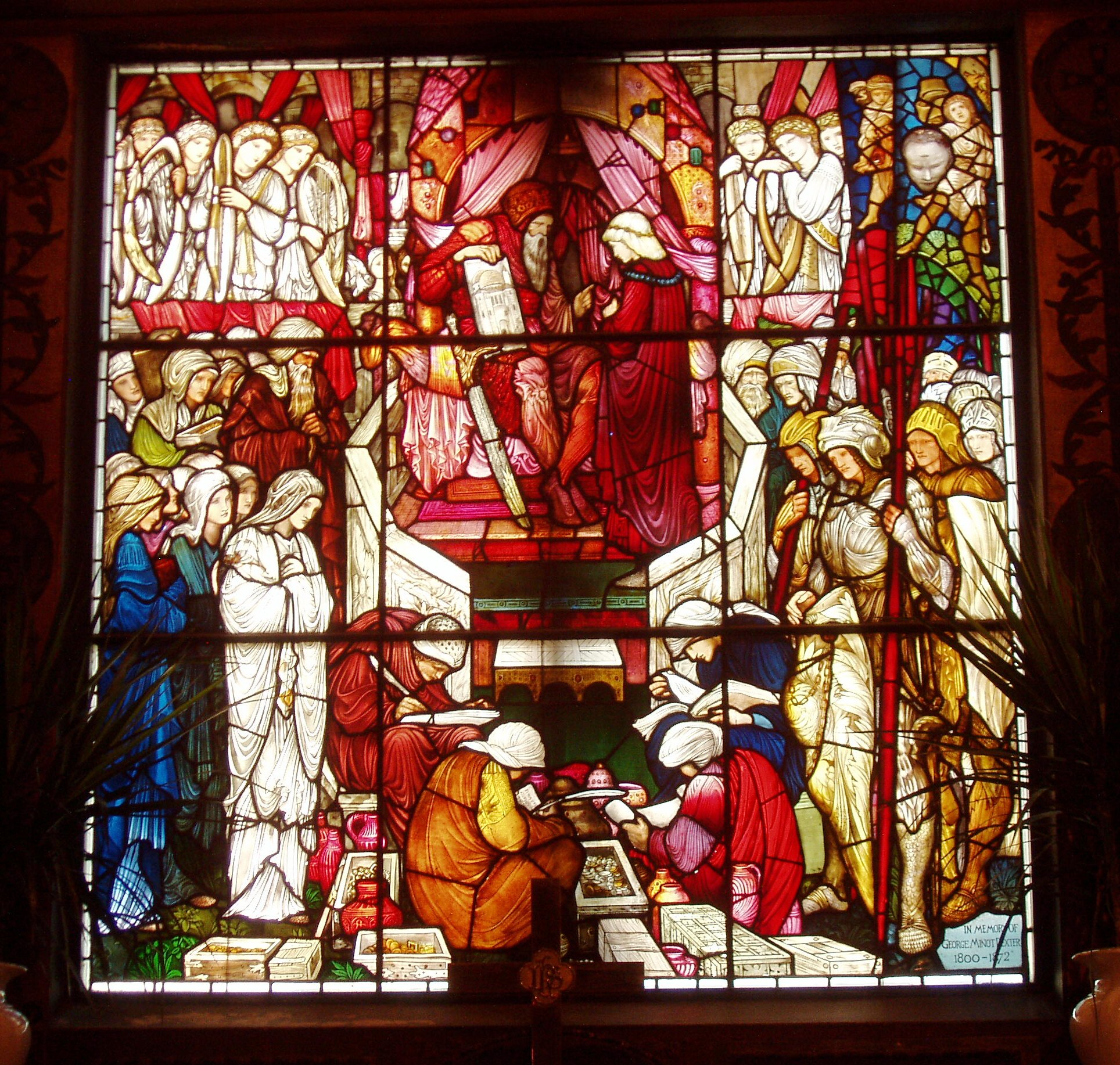
大卫与所罗门
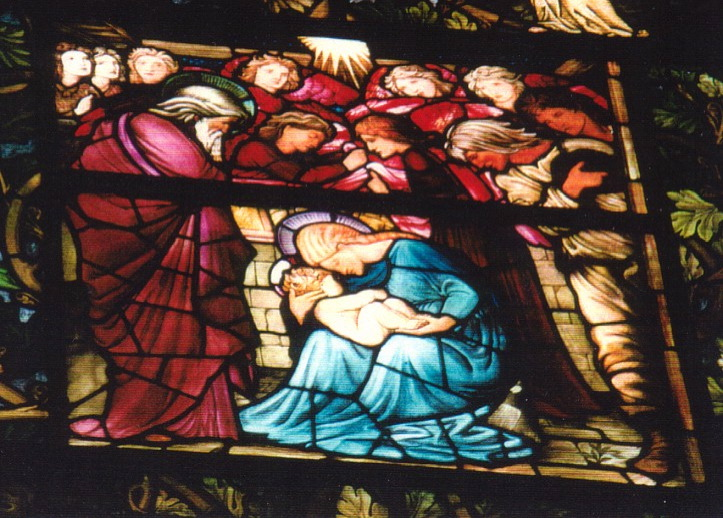
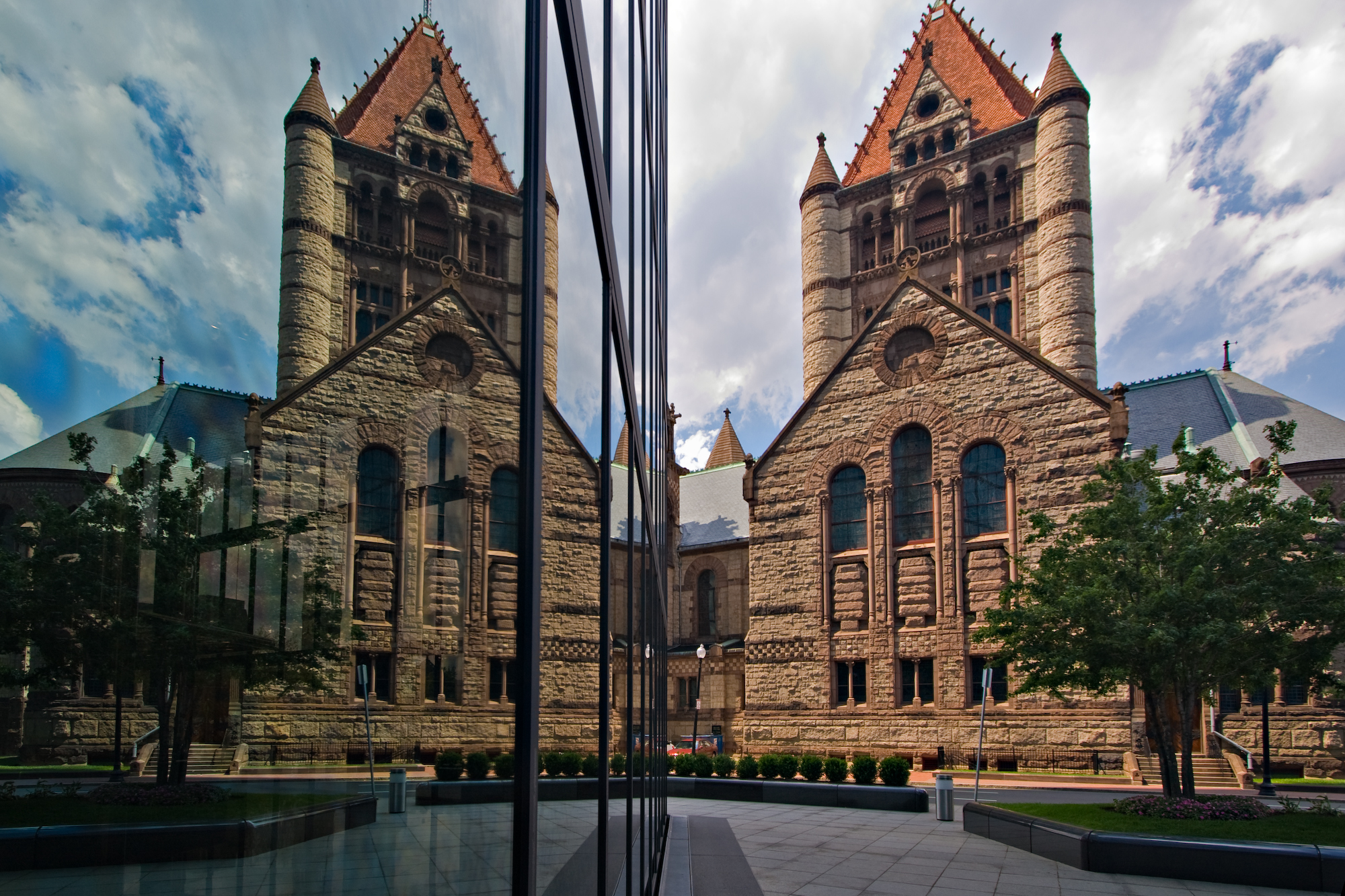